# Fridericia bahiensis
Fridericia bahiensis là một loài thực vật có hoa trong họ Chùm ớt. Loài này được (Schauer) L.G.Lohmann mô tả khoa học đầu tiên năm 2010.